# Stazione di Paola
La stazione di Paola è una stazione ferroviaria di RFI a servizio della città omonima posta al km 197+001 della Battipaglia-Reggio Calabria.
È stazione di diramazione per Cosenza. Sorge a 10 metri s.l.m.

## Storia
La stazione nacque in seguito alla costruzione della Ferrovia Tirrenica Meridionale da parte della Società per le Strade Ferrate del Mediterraneo e venne inaugurata contemporaneamente al tratto ferroviario centrale il 31 luglio 1895.
L'importanza dello scalo crebbe con la costruzione del collegamento Castiglione Cosentino-Paola che realizzava, pur se a cremagliera, il collegamento di Cosenza con la ferrovia Tirrenica. 
Tra il 1907 e il 1911 iniziarono i lavori per la costruzione della linea che dipartiva dal primo binario di stazione lato sud e proseguiva affiancata alla linea principale per circa un km dopo di che, all'inizio di una curva verso est, iniziava l'impianto a cremagliera "Strub". L'inaugurazione della linea di diramazione per Cosenza avvenne il 2 agosto 1915 con due anni di ritardo sul previsto.
Adiacente alla stazione venne realizzato anche il Deposito Locomotive di Paola.

## Strutture ed impianti
La stazione venne costruita su un terrapieno artificiale sopraelevato per proteggerla dalle frequenti mareggiate del Tirreno. Originariamente più piccolo, il fabbricato venne ricostruito ed ampliato con diversi fabbricati di servizio in seguito alla costruzione della ferrovia per Cosenza. L'edificio principale è di stile lineare a due livelli con pensiline, su quattro marciapiedi muniti di sottopassaggi. Il primo binario e il primo binario tronco posto, lato monte, di fianco ad esso sono adibiti normalmente alle partenze dei treni viaggiatori per la linea di Cosenza. Adiacente alla stazione sul lato a sud-ovest venne costruito il Deposito locomotive collegato da un raccordo in discesa al sesto binario di stazione. A ovest, intercalato tra la stazione e la spiaggia vi è il fascio merci passante, mentre a nord-est si trova il piccolo fascio merci di carico e scarico e i binari di servizio T.E. Completa l'impianto di stazione il grande Ferrotel costruito nel 1970 all'esterno per l'alloggio del personale nelle soste di servizio.

## Movimento
La stazione è servita da treni regionali svolti da Trenitalia nell'ambito del contratto di servizio stipulato con la Regione Calabria e da collegamenti a lunga percorrenza svolti da Trenitalia e NTV.

## Servizi
La stazione di Paola dispone di:
- Biglietteria a sportello e automatica
- Sottopassaggio
- Bar
- Edicola
- Servizi igienici
- Fermata autolinee urbane e interurbane
- Stazione taxi
- Distributori automatici di snack e bevande
- Annunci sonori arrivi e partenze treni